# پارک ملی شارین
پارک ملی شارین (به قزاقی: Charyn National Park) یک پارک ملی در قزاقستان است که در استان آلماتی واقع شده‌است.